# Nerilla mediterranea
Nerilla mediterranea är en ringmaskart som beskrevs av Schlieper 1925. Nerilla mediterranea ingår i släktet Nerilla och familjen Nerillidae. Inga underarter finns listade i Catalogue of Life.